# NGC 5787
NGC 5787 is een spiraalvormig sterrenstelsel in het sterrenbeeld Ossenhoeder. Het hemelobject werd op 9 april 1787 ontdekt door de Duits-Britse astronoom William Herschel.

## Synoniemen
- UGC 9599
- MCG 7-31-8
- ZWG 221.13
- 1ZW 98
- PGC 53339